# Савітрі Джиндал
Савітрі Деві Джиндал (*20 березня 1950) — індійська підприємиця, політична діячка, мільярдерка. Почесна голова сталеварного й енергетичного конгломерату O. P. Jindal Group, президент Медичного коледжу Махараджа Аграсен, Агроха.

## Біографія
Народилася в Тінсукія, Ассам. У 1970-х взяла шлюб з інженером Омом Пракашем Джиндалом, який у 1952 заснував Jindal Group, сталеливарний і енергетичний конгломерат. Чоловік також був міністром в уряді Хар'яни та членом Хар'яни Відхан Сабха (Законодавчі збори) від виборчого округу Гісар. Вона втратила місце на виборах до зборів Хар'яни, що відбулися в 2014 році. 
Савітрі Деві Джиндал стала головою конгломерату після загибелі чоловіка у вертолітній катастрофі в 2005 році. Вона є членкинею політичної партії INC.
Савітрі Джіндал є найбагатшою жінкою в Індії та 16-ю найбагатшою індійкою в 2016 році зі статками понад 4,0 мільярда доларів; вона також була 453-ю найбагатшою людиною світу в 2016 році. Вона є сьомою найбагатшою матір'ю у світі та сприяє громадській роботі, розпочатій її чоловіком. У 2008 році Акхіл Бхартія Терапант Махіла Мандал нагородив її Ачар'я Тулсі Картрітва Пураскар.

## Політична діяльність
У 2005 році Джиндал була обрана в Хар'яна Відхан Сабха від виборчого округу Гіссар, який раніше довгий час представляв її покійний чоловік. У 2009 році вона була переобрана до виборчого округу і 29 жовтня 2013 року була призначена міністеркою кабінету в уряді Хар'яни.
У попередньому кабінеті вона обіймала посаду державної міністерки з питань доходів і ліквідації наслідків стихійних лих, консолідації, реабілітації та житлового будівництва, а також державного міністра з питань міських місцевих органів влади та житлового будівництва.
Доходи компанії зросли в чотири рази після того, як вона очолила її. Маючи досвід та історію штату Хар'яна, вона була членкинею Законодавчих зборів Хар'яни та обіймала посаду міністерки влади до 2010 року. 
Група OP Jindal, заснована в 1952, стала конгломератом сталі, електроенергії, гірничої промисловості, нафти та газу. Кожним із цих чотирьох підрозділів її бізнесу керують її чотири сини: Прітхвірадж, Саджан, Ратан і Навін Джиндал. Jindal Steels є третім за величиною виробником сталі в Індії.